# 鄭主
鄭主（越南语：／，1545年－1787年），有時也稱作「鄭朝」，是越南南北朝（1533年－1592年）及鄭阮紛爭期間的四個政體的其中之一，由鄭氏家族掌政，歷十三代領袖。

## 歷史
鄭氏家族的第一代首領鄭檢，自稱是後黎朝開國功臣鄭可的後代。莫登庸於1527年篡奪後黎朝皇位之後，後黎朝舊臣阮淦於1533年尋獲黎昭宗幼子黎寧，並擁立他為帝，令滅亡了六年的後黎朝復辟。鄭檢被阮淦當作心腹大將，並因參與後黎朝反莫的戰事而有功於後黎朝，成為重臣，鄭檢後來更娶阮淦長女阮氏玉寶為妻。1545年，阮淦被莫朝派來的奸細杀死，之後鄭檢與阮淦長子阮汪分任後黎朝左、右丞相，後來擁有兵權的鄭檢殺害阮汪，獨攬大權，阮淦幼子阮潢為自保主動要求出鎮順化，之後鄭檢將廣南省的統治權授予阮潢，阮潢後來成為世襲的阮主。
隨後鄭氏家族世襲執掌後黎朝朝政獲任「大元帥總國政」之職，在1592年奪取昇龍、誅殺莫茂洽的戰事之後，鄭氏權力更加膨脹，並擁有凌駕於後黎朝皇帝的地位。1677年，鄭柞攻滅高平莫氏政權之後，創立了「入朝不拜、書奏不具名」之例，並於黎帝的御座左側設立鄭主的坐椅，後黎朝皇帝完全成為了一個擺設。到第四代鄭主鄭柞在位時，這種“不奪國亦如奪國、不稱帝勝似稱帝”的體制被進一步深化。鄭氏掌權之時，皇室稱為「朝廷」，鄭主的幕府稱為「府僚」。所有事務，不論是政治還是軍事事務，皆由府僚管理。府僚虛化了朝廷的六部，原六部的職能全由府僚的“六番”取代及行使，六番直屬於鄭主，並設置“參從”、“陪從”、“府僚官”等宰相機構以輔佐鄭主施政，國家大事須由鄭主府僚決議。後黎朝的朝廷僅僅具有虛名，沒有任何實際權力。這與朝鮮半島歷史上的武人政權、日本歷史上的幕府很相似。許多鄭主甚至可以根據自己的意願隨意廢黜、擁立皇帝，並且誅殺反對自己的後黎朝宗室。

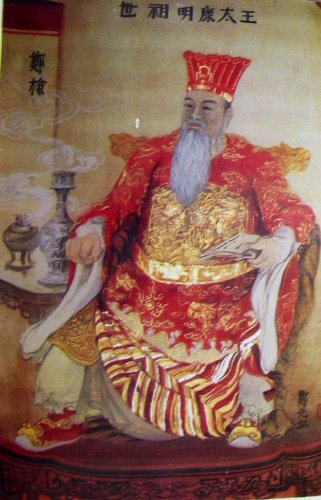
鄭檢畫像
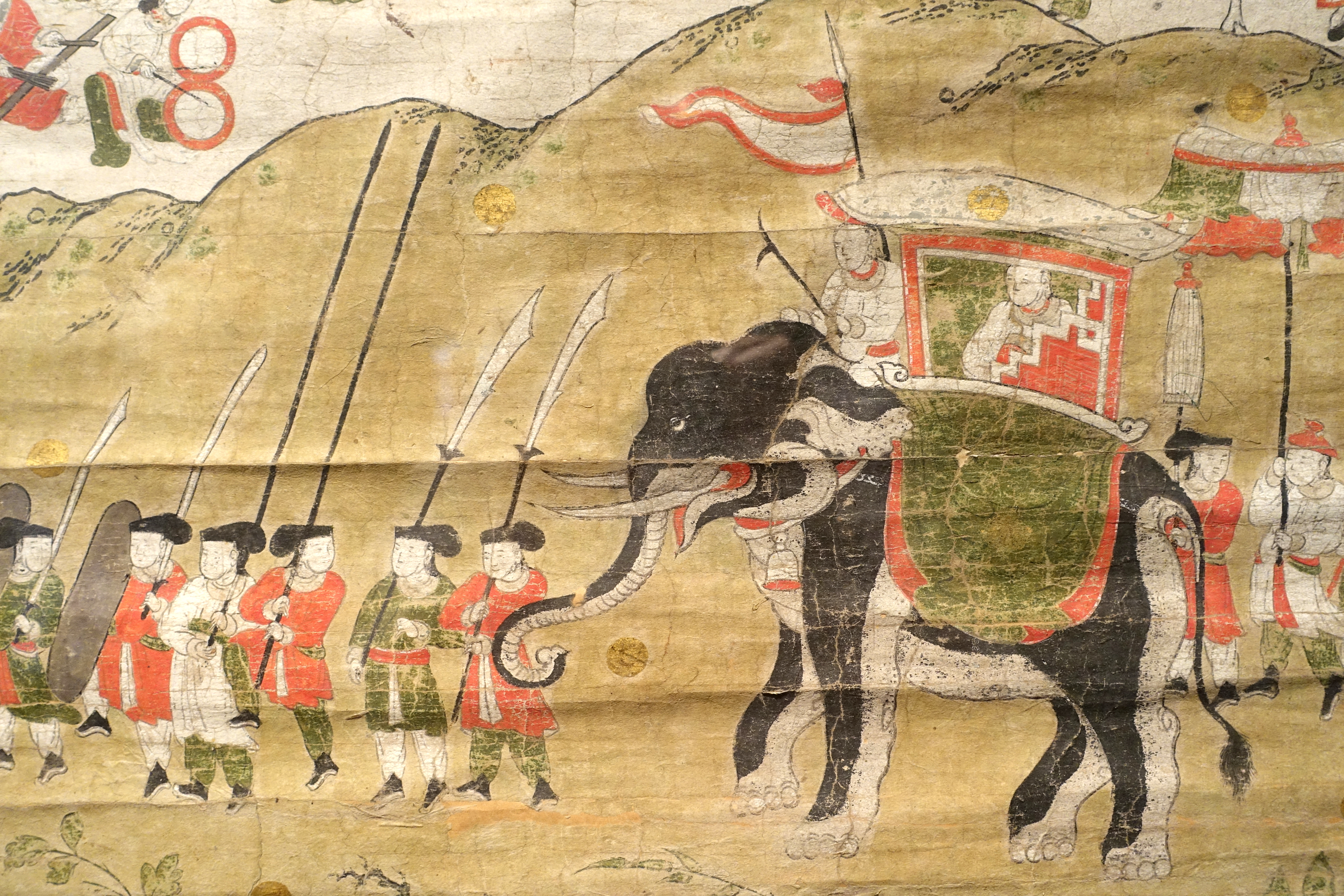
鄭主政權的軍隊畫像
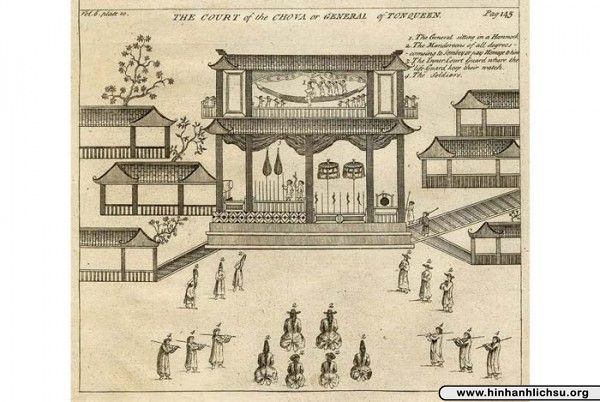
塞繆爾·巴倫(Samuel Baron)記錄鄭主政權時期升龍宮殿的畫像
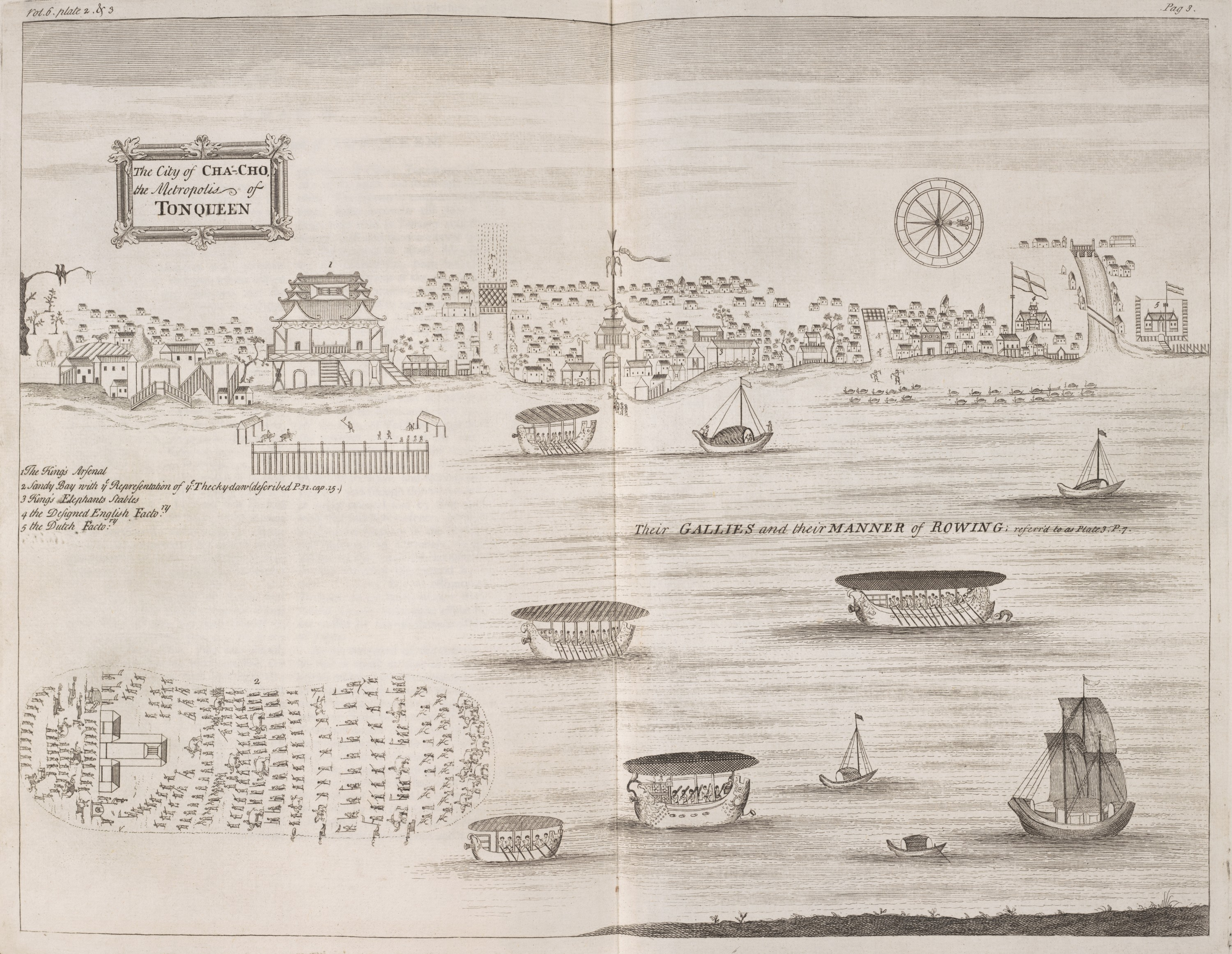
塞繆爾·巴倫(Samuel Baron)記錄鄭主政權治下東京 (越南)的畫像

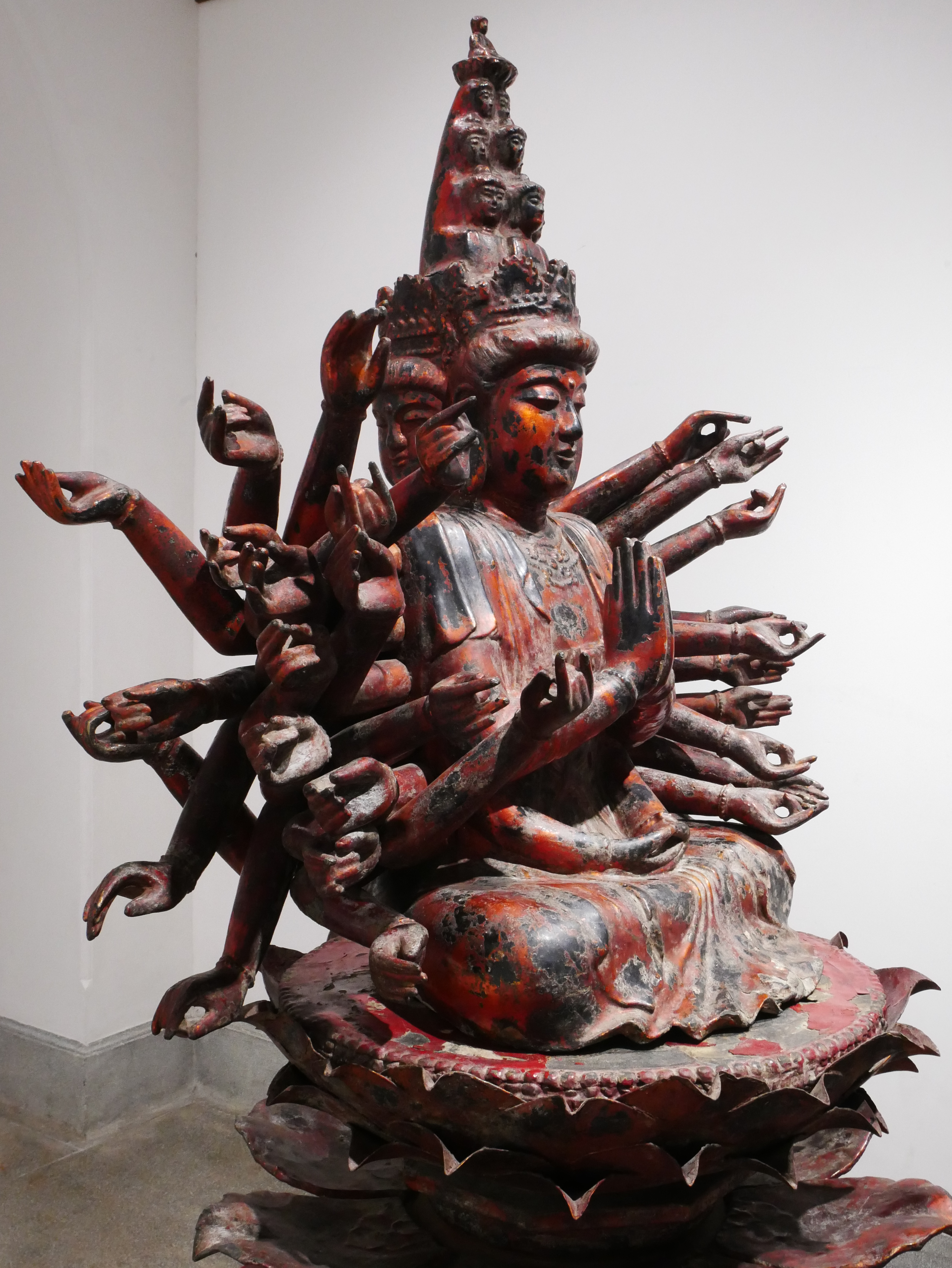
銅漆金千手觀世音像

阮潢掌管廣南省後，數十年間將廣南變為「市無二價，人不為盜，諸國商船湊集之地」，但他在世時仍忠於鄭主，亦派兵協助鄭主對付莫朝。鄭主奪取昇龍、誅殺莫茂洽後，開始對阮潢出現戒心，一度強留阮潢在北方。1600年，阮潢成功返回廣南後，雖仍向鄭主稱臣，但與鄭氏逐漸疏離。1627年，阮主與鄭主終爆發長期的戰爭之中。這場戰爭最後以和解告終，1673年雙方在清朝的斡旋下達成協議，以𤅷江為界。鄭主據有江北領地，故在當時越南的正式文章中亦被稱為「北河」（越南语：／）或「北河國」；在口語上則被稱為「外路」。而中國人稱之為「交趾國」，日本人稱之為「東京國」。而商貿方面，1637年，清都王鄭梉正式批准讓荷蘭人來往北河庸憲開設商館，後來中國人，日本人，暹羅人來此貿易者達2000餘家，包括舖憲(興安)，渭黃(南方)等地形成十分繁榮的商貿之地，而當時的升龍(河內)也是相當發達的貿易中心。人口方面，由於1669年范公著動議制定平例法，即清查人口以此年為準，以後徵收丁稅永遠以這為標準，日後百姓有增加死亡不算，這雖然避免了擾民，可也使得以後人口的增減官吏不能詳知，1713年的地方官員指出，當時需向朝廷納稅的人丁僅僅在206345名。
1669年，鄭氏趁宣光武氏的裒主內亂出兵討平，1677年，又乘三藩之亂之機攻滅了高平的莫氏殘餘勢力，徹底一統北方。在鄭柞，鄭根，鄭棡稱主時，均致力於民治，著手改革，內又有范公著，阮公沅等賢臣輔助，故而政治比較清明，但後來的鄭主日益暴戾專橫，奢侈無度，加之優兵腐化驕橫，反而成為國家負類。如此之下賦稅日重，民變屢生，社會持續動蕩不安，1771年，南方阮主統治的西山邑發生大規模民變，以阮岳、阮惠、阮侶三兄弟為首的民變領袖建立西山朝，鄭氏與西山軍互通，利用西山軍作先頭部隊對付阮主，以大將黃五福率軍討伐阮主。1776年，西山軍攻陷阮主首都富春，阮主滅亡，但坐大了的西山朝在推翻阮主了以後倒戈，北伐鄭氏，於1787年滅亡鄭氏政權。最後一代鄭主出家為僧，後黎朝的昭統帝也流亡清朝。

## 歷代鄭主
| 廟號                          | 封號 | 爵號   | 諡號 | 姓名 | 在世           | 在位時間       | 墓葬         |
| ----------------------------- | --- | ------ | ---- | ---- | -------------- | -------------- | ------------ |
| 淵祖 （1782年聖祖鄭森追尊）   | 綏道王 （1782年聖祖鄭森追贈） | －     | 圓長 | 鄭紀 | ？年－？年     | －             | 永祿縣       |
| 穆祖 （1782年聖祖鄭森追尊）   | 福蔭王 （1782年聖祖鄭森追贈） | －     | 圓崇 | 鄭柳 | ？年－？年     | －             | －           |
| 肇祖 （1782年聖祖鄭森追尊）   | 演慶王 （1782年聖祖鄭森追贈） | －     | 圓道 | 鄭欄 | ？年－？年     | －             | －           |
| 興祖 （1782年聖祖鄭森追尊）   | 毓德王 （1782年聖祖鄭森追贈） | －     | 直道 | 鄭樓 | ？年－？年     | －             | －           |
| －                            | 明康太王 （1570年成祖鄭松初次尊封） | 太國公 | 忠勳 | 鄭檢 | 1503年－1570年 | 1545年－1570年 | 忭上鄉       |
| 世祖 （1643年文祖鄭梉追尊）   | 明康仁智武貞雄略顯德豐功啟業宏謨濟世澤民 建謀匡辟肇祥裕國廣運洪謨裕後衍福靖難佐辟 垂休篤弼開國剛毅輔國贊治毅威耀武延慶永緒 經文綏祿耿光丕憲揚武扶祚興業垂統鴻休綿緒 篤裕衍嗣燕謀鴻業豁達寬容立極永興綏福至德 廣惠扶運資治洪恩積厚永德大功盛業制治服遠 立經陳紀剛明雄斷彰善耀威鎮國安疆光明睿智 恭懿果決創法開基景泰永光含章載物茂功宏憲 法天興運廓宏恢疆齊聖聰武英果避遠仗義平殘 聖神睿智剛健中正英雄豪傑建義造謀開先昌後 太始孚先崇基肇慶神武聖文雄才偉略立業配天 功高德厚兆謀啟運創業立本太王 （歷代累加美字） | 太國公 | 忠勳 | 鄭檢 | 1503年－1570年 | 1545年－1570年 | 忭上鄉       |
| －                            | | 俊德侯 | －   | 鄭檜 | ？年－1584年   | 1570年         | 安定縣場粮地 |
| －                            | 恭和寬正哲王 （1623年文祖鄭梉初次尊封） | 平安王 | 睿武 | 鄭松 | 1550年－1623年 | 1570年－1623年 | 槊山鄉       |
| 成祖 （1643年文祖鄭梉追尊）   | 恭和寬正明哲聰顯英毅剛斷奮武經文匡國衛民 雄才偉略厚功豐業威靈顯應護國紹祐受祿錫胤 綿祚延禧啟佑鴻勳茂功敷勇造謀兆武貽典肇迹 垂裕永命高行厚恩顯謨光緒撫業集慶保治造夏 潤物垂準憲天普惠略韜公直執柄扶綱奉親法古 振令攬權崇熙開慶普通光天繼天出治嘉惠洪恩 肇基永命握樞御宇廓容奮斷植國禦邊聰明勇決 神武雄斷靖內寧外正直忠厚創業垂統盛德茂功 桓武英謨徽恭神聖深略宏謨峻功茂德基命耿光 燕謀宏烈述事圖功奮威造宇哲王 （歷代累加美字）                                                                                   | 平安王 | 睿武 | 鄭松 | 1550年－1623年 | 1570年－1623年 | 槊山鄉       |
| 文祖 （1657年弘祖鄭柞尊上）   | 誼王 （1657年弘祖鄭柞初次尊封） | 清王   | 隆緒 | 鄭梉 | 1577年－1657年 | 1623年－1657年 | 瑞原縣九巷社 |
| 文祖 （1657年弘祖鄭柞尊上）   | 德威恩信睿文豁達量天準世昭善至孝純信篤寔 儼容廓度執中貽則重威厚福傳家謀國培基助勝 綏內治外敷教垂憲純嘏放勳立極垂統貽謀裕後 嚴敬韜略英斷靈威殄寇濟生遠謨宏略豐功偉績 保業守成立極陳紀溫恭仁恕明允宣哲寬洪威斷 廣博溫粹顯仁弘烈文德武功深圖遠算定功保大 延庥垂澤崇勳廣業顯謨承烈誼王 （歷代累加美字） | 清王   | 隆緒 | 鄭梉 | 1577年－1657年 | 1623年－1657年 | 瑞原縣九巷社 |
| -                             | 崇義王 （1642年文祖鄭梉尊封） | 崇國公 | 雄度 | 鄭橋 | ？年－1642年   | -              |              |
| 弘祖 （1682年昭祖鄭根尊上）   | 陽王 （1682年昭祖鄭根初次尊封） | 西王   | 聰憲 | 鄭柞 | 1606年－1682年 | 1657年－1682年 | 雷陽縣萬賴冊 |
| 弘祖 （1682年昭祖鄭根尊上）   | 洪謨遠略安國恢疆振綱興治雄度英威揆文奮武 惇大明作峻德巍功睿算神謀耿光大烈造夏肇基 垂庥闡範修內攘外保和致治陽王 （歷代累加美字） | 西王   | 聰憲 | 鄭柞 | 1606年－1682年 | 1657年－1682年 | 雷陽縣萬賴冊 |
| 昭祖 （1709年僖祖鄭棡尊上）   | 康王 （1709年僖祖鄭棡初次尊封） | 定王   | 融斷 | 鄭根 | 1633年－1709年 | 1682年－1709年 | 永福縣金山社 |
| 昭祖 （1709年僖祖鄭棡尊上）   | 洪猷神智雄才宣義敷道立政淵懿神智聖武文功 承烈顯謨監憲秉哲保國綏方光前振後制治垂準 盛業大功恢綱振紀綏內寧外康王 （歷代累加美字） | 定王   | 融斷 | 鄭根 | 1633年－1709年 | 1682年－1709年 | 永福縣金山社 |
| 淳祖 （1782年聖祖鄭森追尊）   | 良穆王 （1711年僖祖鄭棡初次尊封） | 良郡公 | 淳正 | 鄭栐 | 1651年－1678年 | －             | 農貢縣古汴社 |
| 淳祖 （1782年聖祖鄭森追尊）   | 裕仁偉量垂休篤祐延福錫功紹前昌後綏成嗣美 駿德燕謀夤和中正積慶純嘏良穆王 （歷代累加美字） | 良郡公 | 淳正 | 鄭栐 | 1651年－1678年 | －             | 農貢縣古汴社 |
| 睿祖 （1782年聖祖鄭森追尊）   | 晉光王 （1711年僖祖鄭棡初次尊封） | 晉國公 | 明慶 | 鄭柄 | 1670年－1702年 | －             | 淳祿縣富田社 |
| 睿祖 （1782年聖祖鄭森追尊）   | 英明聰睿迪哲溫文積善培基貽謀裕後紹猷昌胤 篤祐延休廓度宏謨崇禧茂德晉光王 （歷代累加美字） | 晉國公 | 明慶 | 鄭柄 | 1670年－1702年 | －             | 淳祿縣富田社 |
| 僖祖 （1729年裕祖鄭杠尊上）   | 仁王 （1729年裕祖鄭杠初次尊封） | 安王   | 懿略 | 鄭棡 | 1686年－1729年 | 1709年－1729年 | 安定縣快樂社 |
| 僖祖 （1729年裕祖鄭杠尊上）   | 溫穆莊肅寬裕徽濬經文緯武洪謨大略垂統憲天 神謀睿算闢國開彊耀武宣威輯鄰和夏振綱陳紀 和衷迓衡仁王 （歷代累加美字） | 安王   | 懿略 | 鄭棡 | 1686年－1729年 | 1709年－1729年 | 安定縣快樂社 |
| 裕祖 （1761年毅祖鄭楹尊上）   | 順王 （1761年毅祖鄭楹初次尊封） | 全王   | 頤穆 | 鄭   | 1711年－1761年 | 1729年－1740年 | 永祿縣本始社 |
| 裕祖 （1761年毅祖鄭楹尊上）   | 恭讓寬惠純粹輝嘉廣淵博厚履道謙光宣慈愷悌 厚德遠謀順王 （歷代累加美字） | 全王   | 頤穆 | 鄭   | 1711年－1761年 | 1729年－1740年 | 永祿縣本始社 |
| 毅祖 （1767年聖祖鄭森尊上）   | 恩王 （1767年聖祖鄭森初次尊封） | 明王   | 紹基 | 鄭楹 | 1720年－1767年 | 1740年－1767年 | 金城社       |
| 毅祖 （1767年聖祖鄭森尊上）   | 神謀睿算盛德放勳洪慈達孝宏謨大烈闡猷基績 定武開平迪文敷訓遠謨厚澤恩王 （歷代累加美字） | 明王   | 紹基 | 鄭楹 | 1720年－1767年 | 1740年－1767年 | 金城社       |
| 聖祖 （1782年奠都王鄭檊尊上） | 盛王 （1782年奠都王鄭檊初次尊封） | 靖王   | －   | 鄭森 | 1739年－1782年 | 1767年－1782年 | 汴上鄉       |
| 聖祖 （1782年奠都王鄭檊尊上） | 紹天興運制治開疆洪量英猷正誠仁孝盛王 （歷代累加美字） | 靖王   | －   | 鄭森 | 1739年－1782年 | 1767年－1782年 | 汴上鄉       |
| －                            | | 奠都王 | 沖愍 | 鄭檊 | 1775年－1782年 | 1782年         | －           |
| －                            | 英烈靈王 （1786年晏都王鄭槰尊封） | 端南王 | －   | 鄭棕 | 1763年－1786年 | 1782年－1786年 | 東山縣布衞總 |
| －                            | | 晏都王 | －   | 鄭槰 | 1749年－1791年 | 1786年－1787年 | 豐祿縣登陽社 |

## 世系图
- 郑主世系图